# Pod Brzezinami
Pod Brzezinami – część wsi Piotrów, położona w województwie świętokrzyskim w powiecie ostrowieckim w gminie Waśniów.
W latach 1975–1998 miejscowość administracyjnie należała do województwa kieleckiego.